# Viola Kestler
Viola Kestler (25 de junio de 1959) es una deportista de la RDA que compitió en remo. Ganó dos medallas en el Campeonato Mundial de Remo, plata en 1981 y bronce en 1983.

## Palmarés internacional
| Campeonato Mundial | Campeonato Mundial | Campeonato Mundial | Campeonato Mundial |
| Año                | Lugar              | Medalla            | Prueba             |
| ------------------ | ------------------ | ------------------ | ------------------ |
| 1981               | Múnich (RFA)       | Medalla de plata   | Cuatro con timonel |
| 1983               | Duisburgo (RFA)    | Medalla de bronce  | Ocho con timonel   |